# Așot Nadanian
Așot Nadanian (armeană Աշոտ Նադանյան; n. 19 septembrie 1972, Bakı, Republica Sovietică Socialistă Azerbaidjană) este un Maestru Internațional armean în șah (1997), teoretician și antrenor de șah.
Cele mai mari realizări ale sale țin de teoria deschiderilor în șah și activitatea de anterenor.  Două variante de deschideri sunt numite după el: varianta Nadanian a Apărării Grünfeld⁠(d) și Atacul Nadanian din Deschiderea cu pionul damei⁠(d). A început să activeze ca antrenor la vârsta de 22 de ani și a educat trei mari maeștri. A antrenat echipele naționale ale Kuweitului și Singaporeului și a fost premiat cu titlurile de Antrenor Emerit al Armeniei în 1998 și Antrenor Senior FIDE în 2017. Din 2011, este secund al lui Lewon Aronjan.
Deși este un jucător puternic care a participat la olimpiada de șah din 1996 și a eșuat să se califice la limită la Campionatul Mondial de Șah FIDE⁠(d) din 1999, niciodată nu și-a împlinit potențialul. Potrivit lui Valeriu Cehov⁠(d) , Nadanian „posedă un potențial șahistic enorm, dar n-a fost capabil să găsească suficient timp pentru a lucra profesionist la jocul săi.” Leon Aronjan a spus că din cauza situației din Armenia, Nadanian, „n-a fost capabil arate măcar o zecime din talentul său de jucător.”
Din cauza atacului său plin de imaginație, Nadanian a fost descris drept „eccentric genial”,„Tal al Armeniei” și „fratele vitreg al lui Kasparov”.  Al șaselea capitol al cărții lui Tibor Károlyi⁠(d), Genius in the Background, tipărită în 2009, este dedicată lui Nadanian.

## Legături externe
- Profilul lui Așot Nadanian la FIDE
- Așot Nadanian at ChessGames.com
- Ashot Nadanian chess games at 365Chess.com
- Chessmetrics Player Profile: Ashot Nadanian
- Interview with Ashot Nadanian
- Ashot Nadanian's blog